# The Revolution (Band)
The Revolution ist eine US-amerikanische Funk- und Rock Band. Sie wurde im Jahr 1983 von Prince in Minneapolis in Minnesota gegründet und war bis einschließlich 1986 seine Begleitband. Im genannten Zeitraum trat er als Prince and the Revolution auf. In Zusammenarbeit mit The Revolution veröffentlichte Prince mit Purple Rain, Around the World in a Day und Parade drei Studioalben, die zu den kommerziell erfolgreichsten seiner Karriere zählen. Zudem konnten die drei Singles When Doves Cry, Let’s Go Crazy und Kiss Platz eins der US-Charts erreichen. Außerdem gewannen Prince and the Revolution einen Oscar und drei Grammy Awards. 1986 löste Prince seine Begleitband auf und die Mitglieder widmeten sich anderen Musikprojekten.
Nach Prince’ Tod im April 2016 haben sich The Revolution wieder vereint; Leadsängerin ist Wendy Melvoin und die weiteren vier Bandmitglieder sind Bobby Z., Brown Mark, Dr. Fink und Lisa Coleman. Ein eigenes Studioalbum hat die Band nicht veröffentlicht und die Setlist bei Livekonzerten besteht vorwiegend aus von Prince komponierten Songs der Jahre 1980 bis 1986.

## Bandgeschichte

### Entstehung (1982–1983)

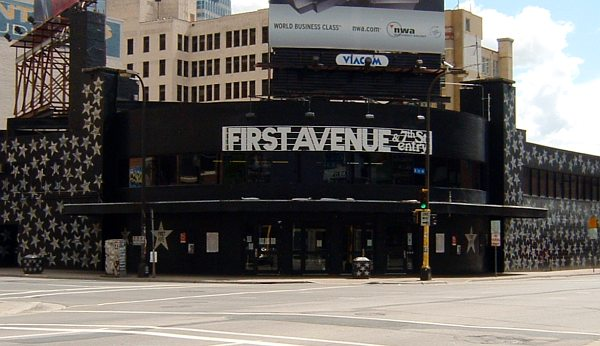
Der Musikklub First Avenue

Den Namen „The Revolution“ platzierte Prince zum ersten Mal auf dem Cover seines im Oktober 1982 erschienen Doppelalbum 1999. Damals war noch Gitarrist Dez Dickerson (* 7. August 1955) Mitglied in seiner Begleitband, doch Mitte Mai 1983 verließ er diese und startete eine Solokarriere. Wendy Melvoin ersetzte ihn und am 3. August 1983 gab The Revolution ihr Live-Debüt in Minneapolis im Musikclub First Avenue. Damals spielte Prince ein Benefizkonzert für das Minnesota Dance Theatre und Melvoin wirkte zum ersten Mal live in seiner Begleitband mit. Das Konzert ließ Prince mitschneiden; er spielte erstmals die damals noch unveröffentlichten Songs Let’s Go Crazy, Computer Blue, I Would Die 4 U, Baby I’m a Star und Purple Rain. Die genannten Songs veröffentlichte er im Juni 1984 auf dem Album Purple Rain.
Die Besetzung von The Revolution ist 2025 identisch mit der aus den Jahren 1983 bis 1985 und besteht aus folgenden fünf Mitgliedern:
- Bobby Z. (* 9. Januar 1956 als Robert B. Rivkin in St. Louis Park, Metropolregion Minneapolis-Saint Paul)[3] – Backing Vocals, Schlagzeug
- Brown Mark (* 8. März 1962 als Mark Brown in Minneapolis, Minnesota)[4] – Backing Vocals, E-Bass
- Dr. Fink (* 8. Februar 1957 als Matthew Robert Fink in St. Louis Park, Metropolregion Minneapolis-Saint Paul)[3] – Backing Vocals, Keyboard
- Lisa Coleman (* 17. August 1960 in San Fernando Valley, Kalifornien)[5] – Backing Vocals, Keyboard
- Wendy Melvoin (* 26. Januar 1964 als Wendy Ann Melvoin in San Fernando Valley, Kalifornien)[6] – Backing Vocals, Akustische Gitarre

### Der Erfolg (1984–1985)
When Doves Cry ist für Prince die kommerziell erfolgreichste Singleauskopplung in seinem Heimatland. Der Song wurde im Mai 1984 veröffentlicht und konnte sich fünf Wochen auf Platz eins der US-Singlehitparade halten; über zwei Millionen Singles wurden damals in den USA verkauft. Im Juni 1984 erschien das Album Purple Rain, das sich 24 Wochen auf Platz eins der US-Albumcharts halten konnte. Erst am 19. Januar 1985 wurde es von dem Album Born in the U.S.A. von Bruce Springsteen vom ersten Platz der US-Albumhitparade abgelöst. Die zweite Singleauskopplung Let’s Go Crazy erreichte wie When Doves Cry Nummer eins der US-Singlehitparade.
Am 26. Juli 1984 fand die Premiere des Musikfilms Purple Rain in Hollywood in Kalifornien im Grauman’s Chinese Theatre statt und einen Tag später lief der Film landesweit in 917 Kinos an. In der zweiten Woche präsentierten den Film 100 weitere US-Kinos. Purple Rain spielte knapp 70 Millionen US-Dollar ein und war im Jahr 1984 der zehnterfolgreichste Film des Jahres in den USA. In dem Film wirken alle Mitglieder von The Revolution in Nebenrollen mit und spielen sich selbst. 1985 wurden Prince and the Revolution mit einem Oscar in der Kategorie „Beste Filmmusik“ ausgezeichnet.
Die dritte Single-Auskopplung war im September 1984 der Song Purple Rain, der Platz zwei der US-Singlecharts erreichte. International war die Single in vielen Ländern Prince’ erster Top-Ten-Hit. Im November wurde I Would Die 4 U als vierte Single ausgekoppelt und war mit Platz acht in der US-Singlehitparade der sechste Top-Ten-Hit für Prince innerhalb der vorangegangenen eineinhalb Jahre.
Die Purple-Rain-Tour von Prince and the Revolution startete am 4. November 1984 in der Joe Louis Arena in Detroit in Michigan und endete am 7. April 1985 im Orange Bowl Stadium in Miami in Florida. Die 98 Konzerte wurden von insgesamt 1,75 Millionen Menschen besucht. Zuvor hatte Prince niemals mehr Konzerte auf einer Tournee absolviert und die Purple-Rain-Tour avancierte zu der erfolgreichsten Tournee in seiner Karriere. Als Vorgruppe spielte Sheila E. mit ihrer Begleitband. Zwar gastierte sie während des Songs Baby I’m a Star bei Prince live auf der Bühne, gehörte aber niemals offiziell The Revolution an. Das Purple-Rain-Konzert am 30. März 1985 im Carrier Dome in Syracuse in New York wurde im Juli 1985 unter dem Titel Prince and the Revolution: Live weltweit auf Videokassette veröffentlicht und im Juni 2017 als Beilage vom Album Purple Rain Deluxe auf DVD herausgebracht. Seit Juni 2022 ist das Livekonzert auch auf Blu-ray Disc erhältlich.
Unmittelbar nach Ende der Purple-Rain-Tour drehte Prince im April 1985 ein Musikvideo für den Song 4 the Tears in Your Eyes in Los Angeles in Kalifornien im Studio Instrument Rentals (SIR). In dem Video wirkten neben Prince nur Wendy Melvoin und Lisa Coleman mit. 4 the Tears in Your Eyes wurde am 12. April 1985 auf dem Album We Are the World von dem Musikprojekt USA for Africa veröffentlicht und die Premiere des Musikvideos war am 13. Juli 1985, dem Live Aid Tag. 1993 wurde der Song auch auf der Prince-Kompilation The Hits/The B-Sides herausgebracht.
Das zweite Prince-and-the-Revolution-Album mit Namen Around the World in a Day erschien am 22. April 1985. Es konnte am 1. Juni 1985 für drei Wochen Nummer eins der US-Albumhitparade werden und verdrängte damals No Jacket Required von Phil Collins vom Spitzenplatz. 2,5 Millionen Alben wurden damals von Around the World in a Day in den USA verkauft.

### Die Trennung (1986)

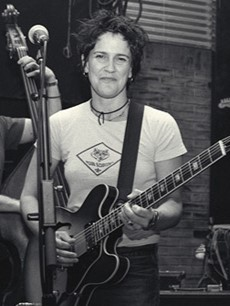
Wendy Melvoin, 2006

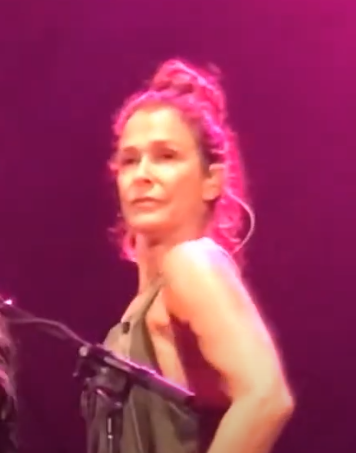
Susannah Melvoin, 2020

Im Februar 1986 wurde der Song Kiss als Vorabsingle des Albums Parade veröffentlicht und erreichte Platz eins der US-Singlehitparade. Damit konnten Prince and the Revolution nach When Doves Cry und Let’s Go Crazy ihren dritten und auch letzten Nummer-eins-Singlehit in den USA landen.
Am 3. März 1986 starteten Prince and the Revolution eine Tournee, die Prince „Hit-&-Run-Tour“ nannte. Tourauftakt war im Musikklub First Avenue in Minneapolis und endete am 3. August 1986 im Madison Square Garden in New York City. Die Hit-&-Run-Tour waren Livekonzerte, die spontan, manchmal sogar erst am Konzerttag selbst, angekündigt wurden. The Revolution bestand im Jahr 1986 aus folgenden elf Mitgliedern:
- Bobby Z. – Backing Vocals, Schlagzeug
- Brown Mark – Backing Vocals, E-Bass
- Dr. Fink – Backing Vocals, Keyboard
- Lisa Coleman – Backing Vocals, Keyboard
- Wendy Melvoin – Backing Vocals, Akustische Gitarre
- Atlanta Bliss (* 14. Dezember 1952 als Matthew Blistan in Pittsburgh, Pennsylvania, Schulfreund von Eric Leeds)[8] – Trompete
- Eric Leeds (* 19. Januar 1952 als Eric Jeffrey Leeds in Milwaukee, Wisconsin) – Querflöte, Saxophon
- Greg Brooks (als Gregory Allen Brooks in Detroit, Michigan)[9] – Backing Vocals, Tänzer
- Jerome Benton (* 19. September 1962 in Omaha, Nebraska)[10] – Backing Vocals, Tänzer
- Miko Weaver (* 11. März 1957 als Michael Weaver in Berkeley, Kalifornien) – Backing Vocals, Rhythmusgitarrist
- Wally Safford (* 10. November 1959 als Wallace Anthony Safford in Detroit, Michigan; † 9. September 2022 in Southfield, Michigan)[11][12] – Backing Vocals, Tänzer

Susannah Melvoin, die Zwillingsschwester von Wendy Melvoin, trat bis zum April 1986 gelegentlich als Begleitsängerin während der Hit-&-Run-Tour auf.

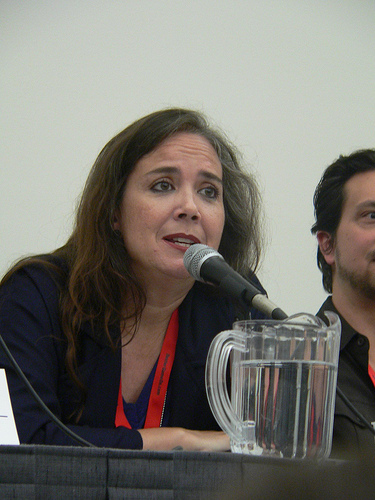
Lisa Coleman, 2010

Parade, das letzte Album, das Prince in Zusammenarbeit mit The Revolution aufnahm, erschien am 31. März 1986 und dient als Soundtrack zu seinem Film Under the Cherry Moon. Das Album erreichte Platz drei der US-Albumhitparade und konnte sich damals national 1,6 Millionen Mal verkaufen. Am 1. Juli 1986 feierte Under the Cherry Moon in der Kleinstadt Sheridan in Wyoming seine Premiere. Doch im Gegensatz zum Film Purple Rain wirken die Mitglieder von The Revolution in Under the Cherry Moon nicht mit.
Am 2. Juli 1986 wurde mit Anotherloverholenyohead die dritte Single von Parade ausgekoppelt, was in den USA die letzte Singleauskopplung war. In Europa hingegen wurde zum Auftakt der Parade-Tour im August 1986 der Song Girls & Boys als vierte und letzte Single ausgewählt. Girls & Boys war damit die letzte Single-Veröffentlichung von Prince and the Revolution.
Die Parade-Tour begann am 12. August 1986 in der Wembley Arena in London und endete am 31. August 1986 in der Alsterdorfer Sporthalle in Hamburg. Bei dem Konzert am 25. August im Zénith in Paris nahm Prince den Song It’s Gonna Be A Beautiful Night live auf und veröffentlichte ihn März 1987 auf seinem Album Sign "☮" the Times. Nach dem Abschlusskonzert in Hamburg flog Prince mit The Revolution nach Japan, um dort zum ersten Mal in seiner Karriere live aufzutreten.
Tourneeauftakt in Japan war am 5. September 1986 in der Festival Hall in Osaka und Vorgruppe war erneut Sheila E. mit ihrer Begleitband. Die Parade-Tour endete am 9. September 1986 im Yokohama Stadium in Yokohama. Dieses war das letzte Livekonzert von Prince and the Revolution und am 17. Oktober 1986 gab das damalige Management von Prince die Auflösung von The Revolution bekannt. 1990 gründete Prince mit The New Power Generation und 2012 mit 3rdEyeGirl zwei weitere Begleitbands, in denen aber keine Mitglieder von The Revolution vertreten waren.

### Comeback (2012)
Im Februar 2012 gaben The Revolution – ohne Prince – ein einmaliges Comeback. Nachdem Schlagzeuger Bobby Z. Anfang 2010 einen Myokardinfarkt erlitten hatte, spielte die Band am 19. Februar 2012 im Rahmen der American Heart Association ein Benefizkonzert im First Avenue in Minneapolis. Abgesehen von den Gründungsmitgliedern traten bei The Revolution auch Dez Dickerson und Saxofonist Eric Leeds (* 10. Januar 1952) als musikalische Gäste auf. Im November 2016 erlitt Bobby Z. einen zweiten Myokardinfarkt, kann aber seine musikalische Karriere fortsetzen.

### Neugründung (2016)
Nach Prince’ Tod im April 2016 gaben The Revolution die Neugründung der Band bekannt. Die ersten drei Konzerte fanden Anfang September 2016 in Minneapolis im Musikklub First Avenue statt, die mit insgesamt 4.650 Zuschauern alle ausverkauft waren. Hauptorganisator dieser Livekonzerte war Bobby Z. und The Revolution wurden von Gitarrist Dez Dickerson und Prince’ früherem Schulfreund und Musiker André Cymone (* 27. Juni 1958) unterstützt. Zudem wirkten Bilal und Kimbra als Gastsänger mit. Maya Rudolph trat ebenfalls auf und Apollonia Kotero hielt vor dem Song Kiss eine kurze Rede.
Ferner waren Prince’ frühere Verlobte Susannah Melvoin, seine beiden ehemaligen Ehefrauen Mayte Garcia und Manuela Testolini (* 19. September 1976) sowie sein Halbbruder Omarr Baker (* 22. Oktober 1970) anwesend. Außerdem waren sein erster Musikmanager Owen Husney (* 8. September 1947), sein ehemaliger Bühnendesigner LeRoy Bennett, Questlove und Britt Daniel (* 14. April 1971) von der Band Spoon im Zuschauerraum.

### Aktuelle Schaffensphase (seit 2017)
Seit dem Jahr 2017 spielen The Revolution regelmäßig Livekonzerte, wobei Wendy Melvoin in einem Interview hervorhob, niemand werde versuchen, Prince zu sein. Dieses „wird schlichtweg nicht passieren“. Aber es „würde Sinn machen“, wenn Gastsänger Tourneen unterstützten, sagte sie.
Die Setlist der Livekonzerte besteht vorwiegend aus Songs der sechs Prince-Alben Dirty Mind (1980), Controversy (1981), 1999 (1982), Purple Rain (1984), Around the World in a Day (1985) und Parade (1986). Vereinzelt spielt The Revolution auch Songs von der Neuauflage Purple Rain Deluxe (2017), dessen Aufnahmen aus den Jahren 1983 bis 1984 stammen. 2019 gab die Band Livekonzerte in Europa, wobei Stokley Williams (* 15. Juli 1967), Leadsänger von der US-Funkband Mint Condition, als Gastsänger mitwirkte. In Deutschland, Österreich und in der Schweiz traten The Revolution bis heute (2025) jedoch nicht auf.
Anlässlich der Grammy Awards 2020 fand am 28. Januar im Los Angeles Convention Center in Los Angeles ein Tribut-Konzert für Prince unter dem Motto „Let’s Go Crazy: The Grammy Salute to Prince“ statt, bei dem The Revolution unter anderem mit Mavis Staples und Maya Rudolph auftrat. Das Konzert wurde am vierten Todestag von Prince am 21. April 2020 im US-Fernsehen ausgestrahlt. Im September 2020 veröffentlichte The Prince Estate (Der Prince-Nachlass) das Album Sign o’ the Times Super Deluxe, auf dem Mitglieder von The Revolution aus dem Jahr 1986 bei einigen Songs zu hören sind.
Im Juni 2022 wurde das Album Prince and the Revolution: Live herausgebracht, das von dem Prince-Konzert am 30. März 1985 im Carrier Dome in Syracuse stammt; auf diesem Livealbum wirken alle Mitglieder der aktuellen Besetzung von The Revolution mit.

## Auszeichnungen (Auswahl)
Prince and the Revolution wurden mit folgenden Preisen geehrt:
American Music Awards
- 1985: Bestes Pop-/Rock-Album (Favorite Pop/Rock Album): Purple Rain[24]
- 1985: Bestes Soul-/R&B-Album (Favorite Soul/R&B Album): Purple Rain[24]
- 1985: Beste Soul-/R&B-Single (Favorite Soul/R&B Single): When Doves Cry[24]

American Video Awards
- 1985: Bestes Soul-Musikvideo (Best Soul Video): When Doves Cry[25]
- 1987: Bestes Black-Musikvideo (Best Black Video): Kiss[25]

ASCAP Awards
- 1986: Am meisten aufgeführte Songs vom 1. Oktober 1984 – 30. September 1985 (ASCAP Pop Music Awards: Most performed Songs from 1 October ’84 to 30 September ’85): Purple Rain[26]
- 1986: Am meisten aufgeführte Songs vom 1. Oktober 1984 – 30. September 1985 (ASCAP Pop Music Awards: Most performed Songs from 1 October ’84 to 30 September ’85): Raspberry Beret[26]
- 1986: Am meisten aufgeführte Songs vom 1. Oktober 1984 – 30. September 1985 (ASCAP Pop Music Awards: Most performed Songs from 1 October ’84 to 30 September ’85): When Doves Cry[26]

BRIT Awards
- 1985: Bester Soundtrack (Best Soundtrack/Cast Recording): Purple Rain[24]

Edison Awards
- 1987: Bestes Pop-Album International (Best International Pop Album): Parade[25]

Grammy Awards
- 1985: Bestes Album mit Originalmusik geschrieben für einen Film oder ein Fernsehspecial (Best Album of Original Score written for a Motion Picture or a Television Special): Purple Rain (Komposition: Prince, John L. Nelson, Lisa Coleman und Wendy Melvoin)[27]
- 1985: Beste Darbietung eines Duos oder einer Gruppe mit Gesang – Rock (Best Rock Performance by a Duo or a Group with Vocal): Purple Rain[27]
- 1987: Beste Darbietung eines Duos oder einer Gruppe mit Gesang – R&B (Best R&B Performance by a Duo or Group with Vocal): Kiss[28]

Grammy Hall of Fame
- 2011: Purple Rain[29]

Minnesota Music Awards
- 1985: Album eines Major-Labels (Album Release Major-Label): Purple Rain[30]
- 1985: Band des Jahres (Band of the Year): Prince and the Revolution[30]
- 1985: Single /12 Inch eines Major-Labels (45/12 Inch Record Major-Label): When Doves Cry[30]
- 1986: Bestes Musikvideo (Best Video): Raspberry Bereti[31]
- 1986: Funk – Original Music: Prince and the Revolution[25]
- 1987: R&B/Funk Aufnahme (Recording R&B/Funk): Prince and the Revolution
- 1987: R&B/Funk Auftritt (Performing R&B Funk): Prince and the Revolution
- 1987: Single des Jahres (Single of the Year): Kiss[32]

MTV Video Music Awards
- 1986: Beste Choreografie in einem Musikvideo (Best Choreography in a Video): Raspberry Beret[25]

NAACP Image Awards
- 1984: Album des Jahres (Album of the Year): Purple Rain[25]
- 1984: Song des Jahres (Song of the Year): When Doves Cry[25]

National Recording Registry
- 2011: Tondokumente, die als besonders erhaltenswert bezeichnet werden: Purple Rain (Album)

Oscar
- 1985: Beste Filmmusik (Best Original Song Score): Purple Rain[33]

Rolling Stone (USA)
- 1986: Rolling Stone Musikkritiker-Wahl – Beste Single (Rolling Stone Critics Poll – Best Single): Kiss[25]
- 2020: Die 500 besten Alben aller Zeiten:[34]

Platz 8: Purple Rain
- 2021: Die 500 besten Songs aller Zeiten:[35]

Platz 18: Purple Rain

Platz 37: When Doves Cry

Platz 85: Kiss
World Soundtrack Awards (Belgien)
- 2004: World-Soundtrack-Spezial-Preis zum 20. Geburtstag (World Soundtrack Special 20th Anniversary Award): Purple Rain[25]

## Diskografie

### Studioalben
| Jahr | Titel Musiklabel                                                      | Höchstplatzierung, Gesamtwochen, AuszeichnungChartplatzierungen (Jahr, Titel, Musiklabel, Platzierungen, Wochen, Auszeichnungen, Anmerkungen) | Höchstplatzierung, Gesamtwochen, AuszeichnungChartplatzierungen (Jahr, Titel, Musiklabel, Platzierungen, Wochen, Auszeichnungen, Anmerkungen) | Höchstplatzierung, Gesamtwochen, AuszeichnungChartplatzierungen (Jahr, Titel, Musiklabel, Platzierungen, Wochen, Auszeichnungen, Anmerkungen) | Höchstplatzierung, Gesamtwochen, AuszeichnungChartplatzierungen (Jahr, Titel, Musiklabel, Platzierungen, Wochen, Auszeichnungen, Anmerkungen) | Höchstplatzierung, Gesamtwochen, AuszeichnungChartplatzierungen (Jahr, Titel, Musiklabel, Platzierungen, Wochen, Auszeichnungen, Anmerkungen) | Anmerkungen |
| Jahr | Titel Musiklabel                                                      | DE | AT | CH | UK | US | Anmerkungen |
| ---- | --------------------------------------------------------------------- | --- | --- | --- | --- | --- | --- |
| 1984 | Purple Rain / Purple Rain Deluxe Warner Bros. Records                 | DE5 ×3Dreifachgold · (54 Wo.)DE | AT8 (28 Wo.)AT | CH7 Platin · (39 Wo.)CH | UK4¹ ×2Doppelplatin · (107 Wo.)UK | US1 (24) ×3Diamant + Dreifachplatin · (167 Wo.)US                                                                                             | Erstveröffentlichung: 25. Juni 1984 ¹ Höchstplatzierung postum im Mai 2016, 1984 auf #7 CH: 1989: Platin (50.000+) UK: 1. Mai 1990: Doppelplatin (600.000+) US: 16. Mai 1996: Diamant (10.000.000+) und Dreifachplatin (3.000.000+) DE: 25. Mai 2016: Dreifachgold (750.000+) |
| 1985 | Around the World in a Day Warner Bros. Records / Paisley Park Records | DE10 (24 Wo.)DE | AT7 (6 Wo.)AT | CH8 (11 Wo.)CH | UK5 Gold · (21 Wo.)UK | US1 (3) ×2Doppelplatin · (44 Wo.)US | Erstveröffentlichung: 22. April 1985 UK: 22. April 1985: Gold (100.000+) US: 2. Juli 1985: Doppelplatin (2.000.000+) |
| 1986 | Parade Warner Bros. Records / Paisley Park Records                    | DE6 Gold · (28 Wo.)DE | AT7 Gold · (14 Wo.)AT | CH2 Gold · (17 Wo.)CH | UK4 Platin · (28 Wo.)UK | US3 Platin · (29 Wo.)US | Erstveröffentlichung: 31. März 1986 US: 3. Juni 1986: Platin (1.000.000+) UK: 1. März 1992: Platin (300.000+) DE: 1993: Gold (250.000+) AT: 10. November 1994: Gold (25.000+)                                                                                                 |

### Singles
| Jahr | Titel Album                                             | Höchstplatzierung, Gesamtwochen, AuszeichnungChartplatzierungen (Jahr, Titel, Album, Platzierungen, Wochen, Auszeichnungen, Anmerkungen) | Höchstplatzierung, Gesamtwochen, AuszeichnungChartplatzierungen (Jahr, Titel, Album, Platzierungen, Wochen, Auszeichnungen, Anmerkungen) | Höchstplatzierung, Gesamtwochen, AuszeichnungChartplatzierungen (Jahr, Titel, Album, Platzierungen, Wochen, Auszeichnungen, Anmerkungen) | Höchstplatzierung, Gesamtwochen, AuszeichnungChartplatzierungen (Jahr, Titel, Album, Platzierungen, Wochen, Auszeichnungen, Anmerkungen) | Höchstplatzierung, Gesamtwochen, AuszeichnungChartplatzierungen (Jahr, Titel, Album, Platzierungen, Wochen, Auszeichnungen, Anmerkungen) | Anmerkungen |
| Jahr | Titel Album                                             | DE | AT | CH | UK | US | Anmerkungen |
| ---- | ------------------------------------------------------- | --- | --- | --- | --- | --- | --- |
| 1984 | When Doves Cry Purple Rain                              | DE16 (18 Wo.)DE | AT19 (2 Wo.)AT | CH17 (9 Wo.)CH | UK4 Platin · (15 Wo.)UK | US1 (5) Platin · (21 Wo.)US | Erstveröffentlichung: 16. Mai 1984 B-Seite: 17 Days US: 21. August 1984: Platin (2.000.000+) UK: 12. Mai 2023: Platin (600.000+)               |
| 1984 | Let’s Go Crazy Purple Rain                              | — | — | — | UK7 Silber · (10 Wo.)UK | US1 (2) Gold · (19 Wo.)US | Erstveröffentlichung: 18. Juli 1984 B-Seite: Erotic City US: 7. November 1984: Gold (1.000.000+) UK: 15. Dezember 2023: Silber (200.000+)      |
| 1984 | Purple Rain                                             | DE5 (16 Wo.)DE | AT4 (12 Wo.)AT | CH5 (11 Wo.)CH | UK8 ×2Doppelplatin · (16 Wo.)UK | US2 Gold · (16 Wo.)US | Erstveröffentlichung: 10. September 1984 B-Seite: God US: 5. Dezember 1984: Gold (1.000.000+) UK: 24. Februar 2023: Doppel-Platin (1.200.000+) |
| 1984 | I Would Die 4 U Purple Rain                             | — | — | — | UK58 (8 Wo.)UK | US8 (15 Wo.)US | Erstveröffentlichung: 26. November 1984 B-Seite: Another Lonely Christmas                                                                      |
| 1985 | Take Me with U (Duett mit Apollonia Kotero) Purple Rain | DEn.v.DE | ATn.v.AT | CHn.v.CH | UKn.v.UK | US25 (12 Wo.)US | Erstveröffentlichung: 25. Januar 1985 B-Seite: Baby I’m A Star Nur in Nordamerika, Neuseeland und Japan ausgekoppelt                           |
| 1985 | Raspberry Beret Around the World in a Day               | DE35 (10 Wo.)DE | — | — | UK25 Platin · (9 Wo.)UK | US2 (17 Wo.)US | Erstveröffentlichung: 15. Mai 1985 B-Seite: She’s Always in My Hair UK: 2. August 2024: Platin (600.000+)                                      |
| 1985 | Paisley Park Around the World in a Day                  | — | — | — | UK18 (12 Wo.)UK | USn.v.US | Erstveröffentlichung: 24. Mai 1985 B-Seite: She’s Always in My Hair Nur in Europa, Australien und Neuseeland ausgekoppelt                      |
| 1985 | Pop Life Around the World in a Day                      | DE65 (4 Wo.)DE | — | — | UK60 (2 Wo.)UK | US7 (14 Wo.)US | Erstveröffentlichung: 10. Juli 1985 B-Seite: Hello                                                                                             |
| 1985 | America Around the World in a Day                       | — | — | — | UKn.v.UK | US46 (7 Wo.)US | Erstveröffentlichung: 2. Oktober 1985 B-Seite: Girl Nicht weltweit ausgekoppelt                                                                |
| 1986 | Kiss Parade                                             | DE4 (17 Wo.)DE | AT8 (12 Wo.)AT | CH3 (11 Wo.)CH | UK6 Platin · (10 Wo.)UK | US1 (2) Gold · (18 Wo.)US | Erstveröffentlichung: 5. Februar 1986 B-Seite: Love or Money US: 5. Mai 1986: Gold (1.000.000+) UK: 6. Mai 2022: Platin (600.000+)             |
| 1986 | Mountains Parade                                        | DE32 (8 Wo.)DE | — | — | UK45 (6 Wo.)UK | US23 (11 Wo.)US | Erstveröffentlichung: 7. Mai 1986 B-Seite: Alexa de Paris                                                                                      |
| 1986 | Anotherloverholenyohead Parade                          | — | — | — | UK36 (3 Wo.)UK | US63 (10 Wo.)US | Erstveröffentlichung: 2. Juli 1986 B-Seite: Girls & Boys                                                                                       |
| 1986 | Girls & Boys Parade                                     | DE27 (7 Wo.)DE | — | — | UK11 (9 Wo.)UK | USn.v.US | Erstveröffentlichung: 4. August 1986 B-Seite: Under the Cherry Moon Nur in Europa ausgekoppelt                                                 |
| 2016 | Purple Rain                                             | DE13 (1 Wo.)DE | AT7 (2 Wo.)AT | CH4¹ (3 Wo.)CH | UK6¹ (3 Wo.)UK | US4 (2 Wo.)US | Wiedereinstieg postum: 22. April 2016 ¹ Höchste Platzierung in CH und UK                                                                       |
| 2016 | When Doves Cry Purple Rain                              | DE49 (1 Wo.)DE | AT59 (1 Wo.)AT | CH34 (1 Wo.)CH | UK26 (1 Wo.)UK | US8 (2 Wo.)US | Wiedereinstieg postum: 29. April 2016 |
| 2016 | Raspberry Beret Around the World in a Day               | — | — | — | UK47 (1 Wo.)UK | US33 (2 Wo.)US | Wiedereinstieg postum: 29. April 2016 |
| 2016 | Kiss Parade                                             | DE29 (1 Wo.)DE | AT21 (1 Wo.)AT | CH11 (1 Wo.)CH | UK38 (1 Wo.)UK | US23 (2 Wo.)US | Wiedereinstieg postum: 29. April 2016 |
| 2016 | Sometimes It Snows in April Parade                      | — | AT69 (1 Wo.)AT | CH64 (1 Wo.)CH | — | — | Wiedereinstieg postum: 1. Mai 2016 Keine Singleauskopplung, platzierte sich als Download                                                       |
| 2016 | Let’s Go Crazy Purple Rain                              | — | — | — | — | US25 (2 Wo.)US | Wiedereinstieg postum: 7. Mai 2016 |
| 2016 | I Would Die 4 U Purple Rain                             | — | — | — | — | US39 (1 Wo.)US | Wiedereinstieg postum: 14. Mai 2016 |